# Gravplads
En gravplads er en fællesbetegnelse for steder, hvor døde bliver begravet.
Gravpladser kendes især fra hedensk og forhistorisk tid, og graven dannes af en grube i jorden.
Oprindelig var de ofte overdækket med en lav høj, hvilket kendes i Danmark og i hele Norden. I jernalderen var disse jordhøje særligt fremherskende, men for de følgende århundrederne er de udslettede, så der ganske sjældent er noget over jordfladen. Fra førromersk tid kendes gravhøj af omkring 1/3 meters højde og 5—8 meters tværmål, hvor graven lægges på jordoverfladen eller kun nedsænkes lidt i undergrunden. Denne type små høje ligger ofte flere sammen. Fra romersk jernalder og senere tid findes gravpladser med op til 100 grave i samme område. Fra oldtidens sidste århundreder kendes atter pladser med talrige små høje.
I de ældre tider anvendtes høje af større eller mindre omfang som dække over det fælles gravkammer (jættestue, gravkiste) eller enkeltgraven. I den yngre bronzealder nedsatte man ofte brændtbensgrave i større tal i høje fra ældre tid, og en lignende brug af ældre tiders høje kendes også fra alle de følgende perioder, ligesom der helt til oldtidens slutning byggedes store høje. Undtagelsesvis findes gravpladser uden kendelig jordhøj allerede fra den yngre stenalder. I Centraleuropa er gravpladser fra stenalderen og senere ret almindelige. I Tyskland findes der grave, der ligger rækkevis, mens der ikke er nogen egentlig orden på danske gravpladser. Typisk har gravpladser kun grave fra en enkelt af de større tidsperioder, gerne i et spænd på 2-300 år. De enkelte graves anlæg og udstyr kan derimod være skiftende, som også ligbrænding skifter med ubrændt gravlægning, omend dette er almindeligst. Der kendes pladser, som synes anvendt af en overklasse, andre for den jævneste befolkning.
Blandt de mest berømte forhistoriske gravpladser i Danmark er Lindholm Høje ved Nørresundby. Den stammer fra jernalder og vikingetiden. Her er mange hundrede grave og skibssætninger.
Kirkegårde er kristne gravpladser, der er tilknyttet en kirke. De dækker alle grene af kristendommen.
Jødiske gravpladser minder om kristne, men er forbeholdt jøder, og gravene nedlægges aldrig.
Muslimske gravpladser minder om de kristne, men er forbeholdt muslimer. I Danmark findes den muslimske gravplads i Brøndby og den muslimske gravplads i Roskilde.
Religionsfri gravpladser er oprettet for ateister. De kan godt ligge på en kirkegård, men har ingen religiøse symboler. I Danmark findes religionsfri gravpladser på Vestre Kirkegård og Bispebjerg Kirkegård.
Pladsproblemer i storbyer har sommetider givet anledning til utraditionelle arrangementer. Brookwood Kirkegård blev grundlagt udenfor London i 1852 af London Necropolis Company, der også oprettede jernbanen London Necropolis Railway, der transporterede de dødes kister sammen med de sørgende efterladte fra Londons centrum til kirkegården, og de sidstnævnte tilbage igen efter begravelsen.